# Грабович Григорій Юлійович
Юрій Григорій Грабо́вич, англ. George G. Grabowicz (* 12 жовтня 1943, Краків, Генерал-губернаторство) — український і американський літературознавець, професор кафедри української літератури Українського наукового інституту Гарвардського університету, засновник і головний редактор часопису «Критика» (Київ). У 2012—2018 роках — голова Наукового товариства Шевченка у США.
Його дослідження стосуються історії української, польської, російської літератур та їхніх взаємовідносин.
Одружений, дружина — Оксана Ірена Грабович, культуролог та антрополог, авторка каталогів виставок «Traditional Design in Ukrainian Textiles» (The Ukrainian Museum, 1977) та «Rushnyky: Ukrainian Ritual Cloths» (The Ukrainian Museum, 1981).

## З життєпису
Народився у 1943 році у Кракові, який під час німецької окупації, з 1939 по 1945, був столицею т. зв. Генерал-губернаторства, у сім'ї мігрантів із Львівщини, які на початку 1940-х років переїхали до Кракова. При хрещенні батьки дали йому ім'я Юрій-Григорій. Невдовзі родина переїхала до Німеччини, а звідти — до США.
- 1965 — закінчив Єльський університет (Нью-Гейвен, Коннектикут), отримав диплом бакалавра мистецтв (англ. B.A., Bachelor of Arts)
- 1965—1966 — стажувався в Ягеллонському університеті (Краків, Польща)
- 1966–71 — у докторантурі Гарвардського університету (Кембридж, Массачусетс),
- 1970 — магістр мистецтв (англ. A.M.[en], Master of Arts), Гарвард
- 1975 — у Гарвардському університеті захистив дисертацію на ступінь доктор філософії (англ. Ph.D., Doctor of Philosophy) на тему «Історія та міф козацької України у польському та російському романтизмі».
- 1983 — отримав звання професора української літератури у Гарвардському університеті.
- 1983—1988 — очолював факультет слов'янських мов і літератур Гарвардського університету
- 1989—1996 — очолював Український науковий інститут Гарвардського університету.

Був президентом і одним із засновників Міжнародної асоціації україністів.
1997 — у Києві заснував і очолив часопис есеїстики та рецензій «Критика», що дає професійний огляд широкого кола явищ літературного, культурного і політичного життя. Його дописувачами, крім українських авторів, були Славой Жижек, Умберто Еко, Ноам Чомскі, Тімоті Снайдер та інші міжнародні науковці, експерти та інтелектуали. Від 2000 року діє однойменне видавництво, що спеціалізується на випуску неординарної історіознавчої та культурологічної продукції. Серед його головних проектів — видання 30-томника творів Пантелеймона Куліша і хроніки колективізації та Голодомору в Україні.
Сьогодні є також головним науковим редактором міжнародного проекту з написання нової історії української літератури («A History of Ukrainian Literature») колективом українських та закордонних науковців, котра буде видана українською, англійською, німецькою та іншими мовами на ґрант Державного секретаріату з освіти і науки Швейцарії.

## Наукова робота

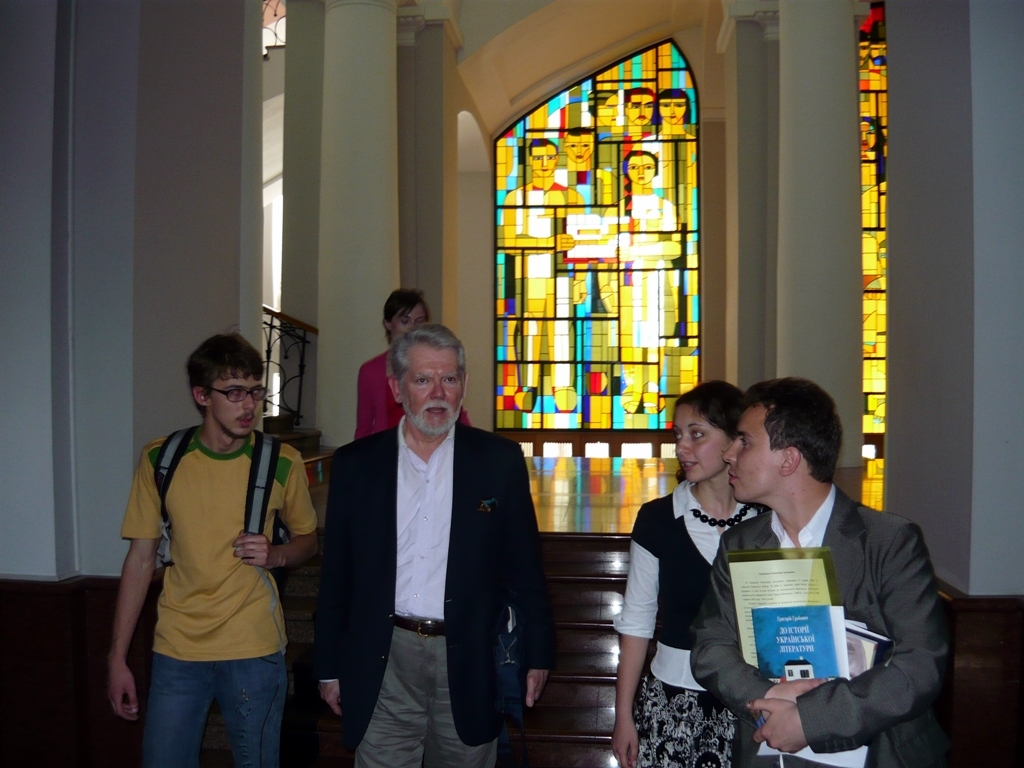
Г. Грабович у Київському університеті. 2008 рік

Досліджує українську і польську літератури, міжслов'янські літературні зв'язки, проблеми теорії літератури. Літературознавчі дослідження Грабовича ґрунтуються на зваженій методологічній базі, що склалася шляхом урахування різних теоретичних підходів сучасного західного літературознавства (від Інгардена до Яусса) і зазнала власної еволюції. Для праць Грабовича з історії української літератури характерний компаративістичний вимір. Водночас він розглядає історію літератури як цілісну семіотичну систему, не лише як процес, а й сукупність текстів, на яких зосереджується як на «силових точках» (вони рясно означені в різних історичних періодах української літерутури — від Івана Вишенського й Касіяна Саковича до Павла Тичини і Євгена Маланюка).
У різні часи й у різних співвідношеннях використовуючи методи та ідеї феноменології, герменевтики, постструктуралізму, деконструкції, окремі варіанти психоаналітики, культурологічні настановлення, Грабович однак не ідентифікує себе цілком з жодним із цих напрямів, схиляючись до думки, що «сувора послідовність, монолітичність інструментарію не сумісна із широкою, саме історично-культурологічною гамою порушуваних тем». Чимало місця у його працях посідають питання жанрів і стилів, їхніх функцій у формуванні української літератури, їх динаміки, питання канону і пов'язаної з ним рецепції літературних творів і літератури загалом (модель рецепції, на думку Грабовича, «мала би бути пріоритетною для українського літературознавства», бо історично сприйняття української літератури в панівному «загальному російському контексті» було центральною проблемою «для цілого новітнього українського культурного процесу і для становлення національної свідомості»).
Органічна якість способу мислення й письма Грабовича — послідовна полемічність, зумовлена розумінням процесу осмислення історії літератури як ніколи не закінченого і завжди нескінченного, що, отже, потребує постійно нових інтерпретацій та дискусій навколо них, а також особливостями творчого темпераменту автора, схильного до азартного протиставлення власного розуміння речей чужому — як форми самоствердження.
Акцентованою полемічністю відзначаються праці Грабовича про Т.Шевченка (зокрема, «Шевченко як міфотворець», «Шевченко, якого не знаємо» [Архівовано 22 січня 2016 у Wayback Machine.], численні статті [Архівовано 5 березня 2016 у Wayback Machine.]). «Разом із зростанням культу Шевченка його поетичні твори стали розглядати як зручне вмістилище нескладних почуттів», — стверджує Грабович, певне, маючи на увазі читацьку рецепцію. Цю думку (загалом вона не нова) можна прийняти з певним обмеженням. Інше спостереження стосується традиційного, насамперед радянського, шевченкознавства, яке, за Грабовичем, «визнавало лише метафоричний або лише метонімічний рівень його поезії» (прибічників першого підходу Грабович кваліфікує як «ідеологів», а другого — як «емпіриків», між якими, мовляв, немає згоди). Натомість Грабович вважає, що Шевченко як поет «висловив себе мовою, яку дотепер повністю не навчилися розшифровувати його критики…», — хоч, застерігаючись від закидів в огульному ігноруванні «дограбовичівського» шевченкознавства, він визнає принаймні таке: «…в найостанніших нерадянських роботах з шевченкознавства декілька авторів, здається, виказали свою обізнаність з тим фактом, що художній всесвіт Шевченка великою мірою символічний і закодований». Цим кодом, на думку Грабовича, є міф, як його розумів структуралізм в його антропологічному варіанті (К.Леві-Стросс).
У такої позиції є сильні й слабкі сторони, тому Грабович уточнює: «Я ніяк не тверджу, що Шевченкова поезія визначається винятково міфологічним мисленням». У всякому разі, Грабович запропонував ряд ідей, які, виводячи на «глибинні структури» Шевченкової поезії, стали принципово новим словом у шевченкознавстві. Це, зокрема, інтерпретація символів не самих собою, а у співвідношенні їх та структур, що їх породжують; психологічного коду самозображення, «символічної автобіографії», якою є Шевченкова поезія; синхронності витвореного поетом світу (неподільності минулого, сучасного і майбутнього); опозиції «ідеальної спільноти» та «суспільних структур» (за В. Тернером); «міленарності» (за Н. Коном).

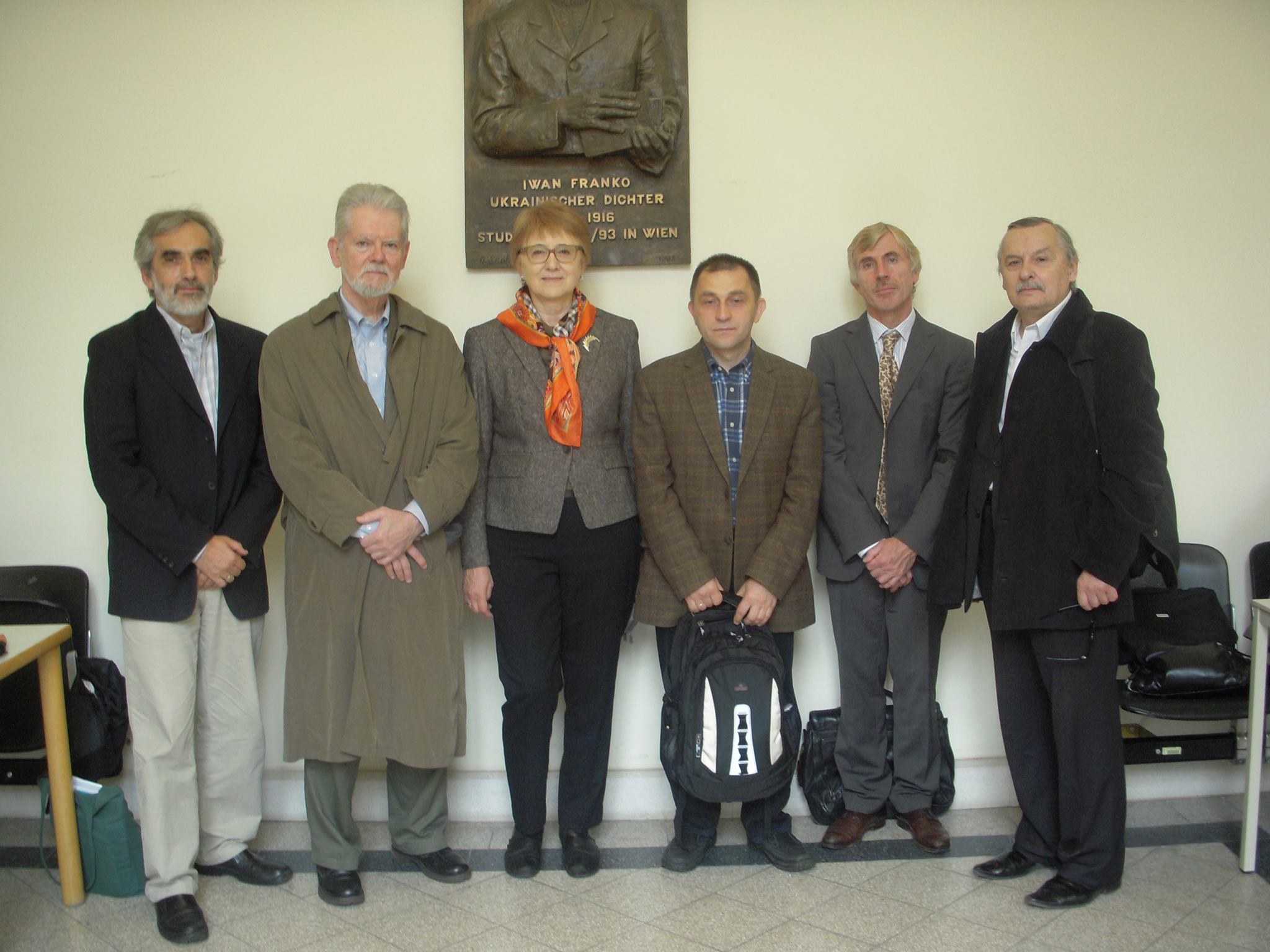
Учасники конференції про Івана Франка. Зліва направо: Ярослав Грицак, Григорій Грабович, Тамара Гундорова, Роман Мних, Алоїс Вольдан та Євген Пшеничний (Віденський університет, 2013)

Ці новації наразилися на гостре заперечення з боку частини шевченкознавців та особливо патріотичного читацького кола. Почасти йшлося про неадекватне сприйняття вживаної Грабовичем наукової термінології. Так, «міф» деякі опоненти Грабовича розуміли не як форму існування універсальних і позачасових істин, а як синонім вигадки — отож відповідно обурювалися уявним «приниженням» великого поета. Таке ж «приниження» вбачали і в намаганні з'ясувати різницю між «сакральним» у Шевченка — і «профанним», між «непристосованим» Шевченком (Шевченком-поетом) — і «пристосованим» (Шевченком російської прози і малярства), — хоч насправді Грабович тільки загострив проблему, до якої зверталися й деякі попередні дослідники: проблему «інакшості» другої іпостасі Т.Шевченка, в якій немає центру для його поезії абсолюту заперечення імперії, немає національного «міфу» або вони послаблені (що, звичайно, аж ніяк не применшує художні цінності російськомовних повістей, а тим більше його малярської спадщини).
Шевченкову поезію Грабович прагне розглядати не фрагментарно, а системно, — саме в системному підході шукаючи розгадки цілісності та її унікальності. Це дає можливість окреслити її наскрізні «силові лінії», константи. Однак тут важко уникнути і схематизації та певного збіднення, оскільки поетичний світ за своєю природою спонтанний і може змінюватися в часі, а «система» схильна відтинати все «невкладисте». До того ж у цій системній конструкції деякі константи виглядають послабленими. Насамперед це стосується історичних і соціальних вимірів Шевченкової творчості. Можна зрозуміти нехіть Грабовича до стереотипів радянського літературознавства. Але крім всіх стереотипів, скажімо, кріпацтво було головною проблемою українського і російського життя, поза якою неможливо уявити українську і російську літератру середини 19 століття, а тим більше поезію Т.Шевченка, одностайно визнану найпотужнішим голосом протесту проти кріпосного рабства. Тим часом у Грабовича не виявилося «інструментарію» для розмови про цей вимір Шевченкової поезії. Так само недобре прислужилася йому певна «замороженість» соціального чуття і в спробі розгадати незвичайну зосередженість Т.Шевченка на образах дівчини, жінки, матері: він якось радо використовує можливість перевести розмову в спрощено-гендерний план. Тим часом соціальний вимір — урахування життєвої долі дівчини й жінки в кріпацькому суспільстві — дає змогу посутніше інтерпретувати психологічний і етичний зміст відповідної проблематики у Т.Шевченка.
Постійне зацікавлення викликає у Грабовича постать Івана Франка. Йому присвячено, зокрема, блискучий «Триптих про Франка», в якому скрупульозно розглянуто складну гаму Франкових оцінок А.Міцкевича в контексті впливів і відштовхувань; драстичні мотиви «валенродизму» в широкому історико-літератуному діапазоні; «пророцтво» Франка, яке найбільше означилося в поемах «Смерть Каїна» та «Мойсей», що, на думку Грабовича, «становлять осердя не лише Франкової біблійної тематики, але і його самопроекції як поета».
Пантелеймон Куліш і Михайло Драгоманов також приваблюють Грабовича масштабністю світогляду і культурною продуктивністю; водночас дослідник змушений наголосити на нечутливості українського суспільства до багатьох їхніх ідей, що не втрачали своєї актуальності в різний історичний час. Образ невикористаних можливостей, втрат і обривів лінії розвитку, добре відомий українській думці, присутній і в працях Грабовича Компаративістичне мислення Грабовича (разом з прагненням до системності) знайшло простір у працях на теми українсько-польських та українсько-російських літератуних взаємин; щодо останніх він позиціонує себе і як демістифікатор, даючи огляд стереотипів і фальсифікацій радянської доби та «знімаючи» їх за допомогою ґрунтовної критики Грабович створив великий корпус текстів англійською і українською мовами. Не всі вони видані в Україні.
Дослідницький потенціал, витончений методологічний інструментарій і енергійна стилістика Грабовича забезпечили йому авторитет серед наукової молоді, і можна вже говорити про своєрідну «школу Грабовича» в модерному українському літературознавстві.

## Висування на національну премію імені Шевченка
На здобуття Шевченківської премії Грабовича висунув Інститут літератури ім. Т. Г. Шевченка НАН України. Проти висунення та з критикою праць і особи Грабовича виступили ряд правих політичних організацій, рухів, діячів і науковців, що афілійовані з ними (Валерій Шевчук, Ірина Фаріон, Петро Іванишин та інші (див. внизу). Натомість на захист честі Грабовича та з закликом до глибокої реформи самої премії ім. Тараса Шевченка виступили численні провідні міжнародні науковці, українські письменники, поети, кінорежисери, журналісти та низка активістів громадських організацій (див. внизу).
У заяві, яку 8 грудня 2015 поширив Провід НВР «Правий сектор» зокрема говориться: 
| Ми, українські націоналісти, вважаємо висунення американського професора Григорія (Джорджа) Грабовича на здобуття Національної премії України імені Тараса Шевченка блюзнірством і актом наруги над пам'яттю Кобзаря. А рівно ж цинічним плювком в обличчя української нації, для представників якої постать Тараса Шевченка була, є і буде духовним орієнтиром, а його творчість –джерелом національного відродження і державного самоутвердження. |
14 грудня 2015 опублікований відкритий лист до голови та членів Шевченківського комітету, у якому зокрема говориться: 
| Незважаючи на те, що в доробку Г. Грабовича є й науково неординарні праці, більшість його студій, на жаль, відверто просякнута деструктивними антиукраїнськими, у суті своїй колоніальними ідеями. |
Лист підписали Лауреати Національної премії України імені Тараса Шевченка Валерій Шевчук, Віталій Дончик, Ігор Калинець, Юрій Мушкетик, Роман Горак, Любомир Медвідь, Василь Откович, Василь Захарченко, а також Олександр Пономарів, Тарас Салига, Степан Давимука, Василь Яременко, Ярослав Гарасим, Віктор Мойсієнко, Петро Іванишин, Ярослав Гошовський.
Інші представники культурної спільноти українців назвали цей лист «брудною кампанією», і написали «Відкритий лист на захист честі Григорія Грабовича і за реформування Національної премії України ім. Т. Шевченка». Головний редактор порталу «Критики» Олег Коцюба у дописі на своїй сторінці Фейсбуку назвав підписантів «совєцькими мастодонтами від українського наукового та культурного істеблішменту».

У «Відкритому листі» [Архівовано 23 грудня 2015 у Wayback Machine.] підписанти підкреслюють важливість наукового внеску Грабовича:
Глибокі й інноваційні праці Григорія Грабовича привертають до українських питань і молодих, і досвідчених науковців з усього світу. Своїми працями він впроваджує найвищі стандарти світової науки в україністику і є посередником між західною та українською наукою. Це стосується його розвідок з українсько-польських та українсько-російських літературних взаємин, єврейської теми в українській літературі, студій про багатьох українських письменників, починаючи від Івана Вишенського до Миколи Хвильового та Павла Тичини, критичних досліджень про колоніальний і тоталітарний спадок в українській літературі, культурі та науці. Особливої уваги заслуговують його шевченкознавчі студії, яким він присвятив понад сорок років свого життя. 
У прес-релізі [Архівовано 23 грудня 2015 у Wayback Machine.], поширеному «Критикою» 21 грудня, редакція часопису також звертає увагу на особисті мотиви помсти декого із натхненників кампанії проти Грабовича:
За допомоги надуманої арґументації, призначеної насамперед шокувати пересічних громадян, не знайомих із працями професора Грабовича, вони маніпулюють громадською свідомістю, виразно спотворюючи суть наукових досліджень знаного літературознавця. Фальсифікатори Грабовичевого доробку вдаються до неприйнятних у громадянському суспільстві засобів і керуються такими мотивами, як особиста помста, підкріплена праворадикальною ідеологією (Петро Іванишин). Серед підписантів таких заяв чимало осіб із вельми неоднозначною громадянською репутацією, як-от Василь Яременко, Роман Горак, Ярослав Гарасим, Віталій Дончик, Тарас Салига та інші. Дехто з них раніше брав участь в антисемітських кампаніях, декого було публічно звинувачено у плаґіяті чи корупції, когось — доносництві за совєтських часів тощо.
У відповідь на звинувачення Грабовича у «антинауковості» та «українофобстві» редакція «Критики» відкрила вільний доступ до статей Грабовича [Архівовано 23 грудня 2015 у Wayback Machine.], а також удоступнила праці, що їх було номіновано на Шевченківську премію, в електронному форматі за символічною ціною в 1 грн. («Шевченко, якого не знаємо» [Архівовано 22 січня 2016 у Wayback Machine.], «Шевченкові Гайдамаки» [Архівовано 22 січня 2016 у Wayback Machine.]). Також було надано відкритий доступ до числа 4 (114), 2007 часопису «Критика» [Архівовано 23 січня 2016 у Wayback Machine.], в якому було гостро обговорено «нацреалістичну» заанґажованість української гуманітарної науки на прикладі захисту докторської дисертації Петром Іванишиним у лютому 2007 року у Львівському національному університеті ім. І. Франка. Григорій Грабович у статті «Фабрикування науки» [Архівовано 4 березня 2016 у Wayback Machine.] вказує на те, що центральною тезою докторської дисертації є штучний «український підхід до українських питань», чия суть полягає у розгортанні «націонал-екзистенційного» методу. Ближчий розгляд суті цієї псевдонаукової «методики» пропонують у своїх листах також Тамара Гундорова, Марк Гольберґ, Сергій Пролеєв, Йоханан Петровський-Штерн, Степан Захаркін та Тарас Кознарський.
Водночас Департамент славістики Гарвардського університету виклав на персональній вебсторінці професора Грабовича у Гарварді [Архівовано 6 січня 2016 у Wayback Machine.] повний список його публікацій станом на 2014 рік [Архівовано 5 березня 2016 у Wayback Machine.].
До 27 грудня під листом на захист честі Григорія Грабовича було вже більше 250 підписів. Зокрема, його підписали Віталій Чернецький, Тамара Гундорова, Микола Рябчук, Йосиф Зісельс, Мирослав Маринович, Ярослав Грицак, Петро Мідянка, Юрій Макаров, Тарас Чубай, Мирослав Слабошпицький, Євген Головаха, Дмитро Горбачов, Володимир Кулик, Юрко Прохасько, Євгеній Захаров, Тарас Возняк, Томаш Стриєк. Згодом до них доєдналися також Зенон Когут, Марія Ревакович, Роман Коропецький, Домінік Арель [Архівовано 29 жовтня 2015 у Wayback Machine.], Тарас Кознарський [Архівовано 28 січня 2016 у Wayback Machine.], Юрій Микитенко, Олег Коцарев, Гарві Ґолдблат [Архівовано 7 лютого 2016 у Wayback Machine.] та інші, а кількість підписів станом на 10 січня 2015 року перевершила 300.

## Полеміка, критика
- Професор Григорій Клочек (Літературна Україна, 2000) висловив свої погляди: «Вельми сумнівними з точки зору дослідницьких можливостей є структуралізм, презентований Дж. Грабовичем у його відомій монографії про Шевченка як міфотворця… У праці Грабовича багато сумнівних (неточних) висновків. Але найбільш впадає в око свідоме прагнення цього автора зменшити силу звучання національної ідеї „Кобзаря“, якось відволікати увагу від неї»[18][19]

## Нагороди
- Почесний доктор Київського університету (01.07 .1997 р.)
- Орден «За інтелектуальну відвагу» (2004)
- Премія фундації Антоновичів (2008)
- Національна премія України імені Тараса Шевченка 2022 року за цикл статей «Переосмислюючи Павла Тичину — переосмислюючи український модернізм»[20].

## Праці
- Tyčyna's Černihiv // Harvard Ukrainian Studies. 1977. Vol. 1, № 1
- The History of Polish-Ukrainian Literary Relations // Poland and Ukraine: Past and Present. Edmonton – Toronto, 1980
- A Consideration of the Deep Structures in Shevchenko's Works // Shevchenko and the Critics, 1861—1930. Toronto, 1981
- Toward the History of Ukrainian Literature. Cambridge, 1981
- The Poet as Mythmaker: A Study of Symbolic Meaning in Taras Ševčenko. Cambridge, 1982
- Between History and Myth: Perceptions of the Cossak Past in Polish, Russian and Ukrainian Romantic Literature // American Contributions to the Ninth Intern. Slavists. 1983. Vol. 2
- The Jewish Theme in Nineteenth and Early Twentieth-Century Ukrainian Literature // Ukrainian-Jewish Relations in Historical Perspective. Edmonton, 1988
- Із проблематики символічної автобіографії у Міцкевича і Шевченка // РЛ. 1989. № 3
- Восприятие Т. Шевченко и развитие украинского национального сознания в XIX в. // Славянские и балканские культуры XVIII—XIX вв. — Москва, 1990
- Шевченко як міфотворець. — Поет як міфотворець. Семантика символів у творчості Тараса Шевченка. Переклад Соломії Павличко — Радянський письменник, К., 1991; 1998. — 211 с.
- У пошуках великої літератури. — К., 1993
- Гоголь і міф України // Сучасність. 1994. № 10
- Семантика котляревщини // Там само. 1995. № 5
- Заклинання українського модернізму // СіЧ. 1996. № 1
- Кобзар, Каменяр та Дочка Прометея // Критика. 1999. № 12
- Шевченко, якого не знаємо. — К., Критика, 2000. — 305 с. (Автопортрет [Архівовано 9 січня 2014 у Wayback Machine.], 1848).
- Літературне історіописання і його контексти // Критика. 2001. № 12
- Le poète national: le cas de Mickiewicz, Pouchkine et Chevtchenko // Mythes et symboles politiques en Europe Centrale. — Paris, 2002
- До історії української літератури. К., 2003
- Тексти і маски. — К., 2005
- Шевченкові «Гайдамаки»: Поема і Критика. / Наук. ред. Олесь Федорук. К., Критика, 2013. — 360 с.